# Le Jeune (canton)
Pour les articles homonymes, voir Le Jeune.
Le canton Le Jeune est situé dans le MRC de Mékinac, en Mauricie, en la province de Québec, au Canada. 

## Géographie
Situé au sud du canton Mékinac et à l'ouest du canton Marmier, le canton Le Jeune chevauche deux territoires municipaux:
- la municipalité de Sainte-Thècle (section nord-ouest). Ce secteur comporte six rangs situés entre le rang 1 de Trois-Rives et le rang C-Nord de Sainte-Thècle. La limite sud-ouest du canton (adossée à Grandes-Piles et Saint-Roch-de-Mékinac) coupe le lac Archange (Mékinac) et le lac Vlimeux[1]. La limite sud-est du canton commence à l'extrémité nord du Lac de la Traverse (Mékinac); par le chemin du lac-du-Jésuite, cette limite sud-est est située entre le lac Aylwin et le Lac de la Traverse (Mékinac). La limite nord-est du canton longe plus ou moins la rive ouest du lac du Missionnaire (partie sud), et se distance davantage de la partie nord du lac. La limite nord-ouest du canton coupe le lac Thom.
- le "territoire non-organisé" du Lac-Masketsi, situé au nord de la municipalité du Lac-aux-Sables. La partie sud-est de ce secteur du canton est adossé au "rang VI Price" du Lac-aux-Sables, tandis que la partie nord-est du canton est adossé au rang "Sud-Ouest Tawachiche" du Marmier (canton).

## Hydrographie
Le territoire du Canton Le Jeune est tributaire de deux bassins versants :
- la Batiscanie car le secteur du lac du Jésuite se déverse dans la rivière des Envies qui prend sa source au lac de la Traverse (Mékinac) à Sainte-Thècle. Cette rivière se jette dans la rivière Batiscan à Saint-Stanislas (Les Chenaux);
- la rivière Mékinac, qui est surtout alimentée par le lac Mékinac et son tributaire le lac du Missionnaire.

Le canton Le Jeune est surtout un territoire forestier. La coupe du bois a été le moteur de l'économie de la région. Aujourd'hui, les activités récréo-touristiques y sont fort populaires, dont la villégiature, la chasse, la pêche, les sports nautiques, les VTT, les autoneiges, les excursions à pied en forêt et l'escalade sur certaines falaises.
Les principaux chemins d'accès sont:
- le chemin Joseph-Saint-Amant (dans Sainte-Thècle) qui est le prolongement du "chemin du lac Fontaine" lequel débute au lac Roberge (Grandes-Piles), soit à l'intersection de la route 159 (reliant Saint-Tite à Saint-Roch-de-Mékinac). Le "chemin Joseph-Saint-Amant" se termine à l'extrémité nord du lac du Jésuite à Sainte-Thècle;
- le chemin du lac du Jésuite qui relie le lac de la Traverse (Mékinac) au lac du Jésuite. Tandis que le chemin du Canton Le Jeune relie le lac du Jésuite au chemin Joseph-Saint-Amant;
- le chemin conduisant au lac du Missionnaire, en partant d'Hervey-Jonction. Cette route longe la rive ouest de la partie sud du lac du Missionnaire;
- la partie nord du lac du Missionnaire est accessible par la route à partir du village de Saint-Joseph-de-Mékinac de la municipalité de Trois-Rives, en suivant vers le nord le chemin du lac Mékinac sur 8,5 km (à partir de l'église), puis le chemin du lac du Missionnaire sur 4,2 km. Par ailleurs, le côté nord-est du lac du Missionnaire Nord comporte une route limitée à 2,9 km à partir de la route Chemin du lac Missionnaire, à cause des montagnes escarpées.
- la partie nord du canton Le Jeune (en territoire de Sainte-Thècle) est aussi accessible à partir du chemin Saint-Joseph au village de Saint-Joseph-de-Mékinac de la municipalité de Trois-Rives, par le chemin Le Jeune et le chemin du lac Vlimeux.

## Toponymie
Déjà baptisé en 1873, le Canton Le Jeune a été proclamé le 4 septembre 1892 dans la Gazette officielle du Québec, en même temps que le Marmier (canton), situé à l'Est. Dans ce canton, plusieurs lacs évoquent le missionnaire jésuite Paul Le Jeune: du Missionnaire, du Jésuite et Lac Le Jeune.  
Paul Le Jeune est né en 1591 de parents calvinistes à Châlons-sur-Marne, en Champagne (Vitry-le-François, France). Il se convertit au catholicisme à l'âge de 16 ans. En 1632, Paul Le Jeune a été nommé supérieur de la mission jésuite au Canada. Il était assigné à Québec au moment où les frères Kirke cèdent la ville qu'ils occupaient depuis 1629. Dès son arrivée en Nouvelle-France, il apprend les langues amérindiennes et effectue plusieurs excursions d'exploration du territoire. Dans l'exercice de son ministère sacerdotal, il se consacre à la rédaction d'une Relation annuelle, laquelle sera expédiée en France. Les relations des Jésuites en Nouvelle-France constituent l'une des sources essentielles de l'histoire. De retour en France en 1649, on le nomme procureur de la mission Jésuite du Canada. Il décéda à Paris en 1664.
Le toponyme "Canton Le Jeune" a officiellement été inscrit le 4 février 1982 à la Banque des noms de lieux de la Commission de toponymie du Québec.